# Daniel Scioli
Daniel Osvaldo Scioli (Buenos Aires, 13 de gener de 1957) és un polític, motonauta, llicenciat en comercialització i empresari argentí. És el governador de la província de Buenos Aires.
En les dècades de 1980 i 1990 va ser un dels esportistes nàutics més reconeguts fora del país. Després d'haver estat vuit vegades campió mundial i retirar-se de la Motonàutica, va ser diputat nacional pel Partit Justicialista, per després ser secretari d'esports i secretari de Turisme de la Nació. Va ser vicepresident d'Argentina i és des del 10 de desembre de 2007, governador de la província de Buenos Aires. Reelegit el 2011, finalitzarà el seu mandat el 10 de desembre de 2015. També va ser el president del Partit Justicialista fins a maig de 2014. Ha estat candidat a president de la Nació Argentina pel Front per a la Victòria per a les eleccions de l'any 2015, acompanyat per Carlos Zannini com a candidat a vicepresident. En les eleccions primàries d'aquest any va obtenir el primer lloc, amb un 38,67% dels vots vàlids. En les presidencials del 25 d'octubre va obtenir 37% sobre el 34% de Mauricio Macri, anant tots dos a segona volta, on Macri va derrotar el oficialisme amb 51% sobre 48%. El 5 d'octubre de 2015, va obtenir el títol universitari de Llicenciat en Comercialització per la Universitat Argentina de l'Empresa.

## Primers anys
Scioli va néixer el 13 de gener de 1957 al barri de Vila Crespo, a Buenos Aires. Va créixer al costat dels seus pares, Esther Méndez (1931-1999) i José Osvaldo Scioli (1928-2002), i els seus germans José i Nicolás Scioli. Criats en una família de classe alta, els germans Scioli van tenir contacte directe mediàtic des de nen. El seu pare, José Scioli, era amo per herència de la cadena d'electrodomèstics «Casa Scioli», amb la qual la seva família va adquirir importants guanys i va ser amo de Canal 9 durant els anys 1970 i 1980, encara que després va travessar la estatizació dels canals que va encapçalar la presidenta Isabel Perón i va tornar al control de l'emissora amb Raúl Alfonsín en la tornada de la democràcia.
En 1975, el seu germà José va ser segrestat pel grup armat Exèrcit Revolucionari del Poble (ERP) i Daniel Scioli, en aquells dies amb 18 anys, va haver de complir el rol de negociador amb els segrestadors l'eventual alliberament del seu germà. José va ser alliberat a canvi d'un rescat en efectiu a realitzar pel seu pare.
Scioli va realitzar els seus estudis primaris en el Col·legi Ward de Vila Sarment a Buenos Aires i els seus estudis secundaris a l'Escola Superior de Comerç Carlos Pellegrini de la Universitat de Buenos Aires. Posteriorment va estudiar màrqueting a la Universitat Argentina de l'Empresa. En 2015, va tornar a reprendre els seus estudis a la Universitat Argentina de l'Empresa, rebent-se de Llicenciat en Comercialització el 5 d'octubre del mateix any després de rendir en condició de lliure les últimes matèries que li restaven i defensar la seva tesi.

## Carrera esportiva
Anys abans d'entrar en política, Scioli va desenvolupar una reeixida carrera esportiva. Es va dedicar a la Motonàutica i va participar en diverses competicions, sortint vencedor d'aquestes. A mitjan dècada de 1980, va iniciar la seva carrera en motonàutica amb la seva llanxa Semillita XIX.

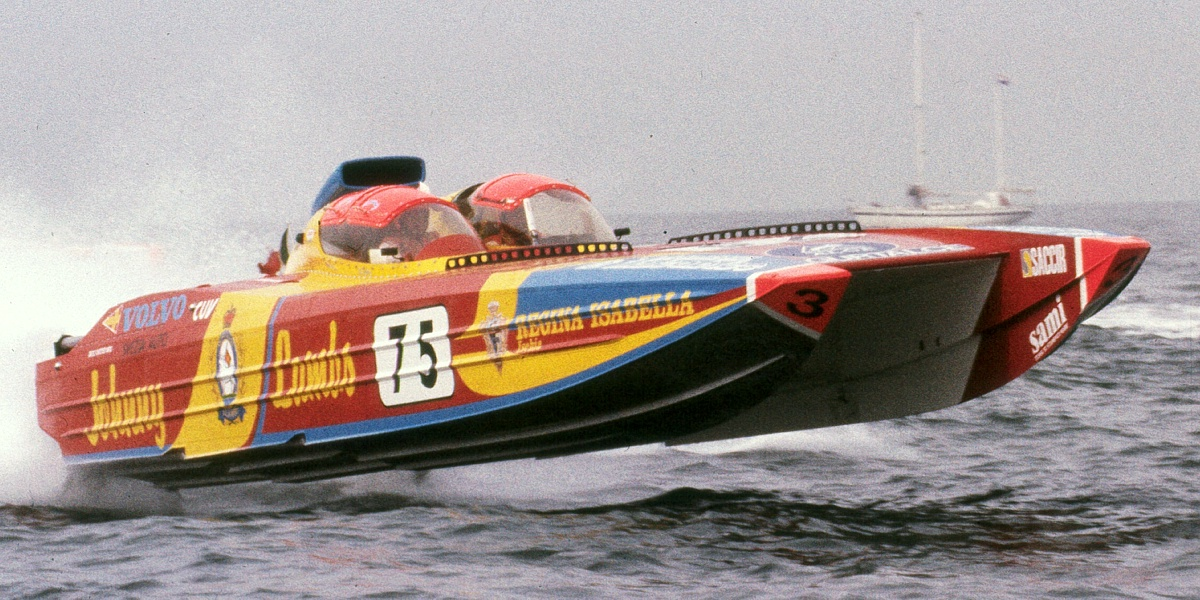
Campió en Off shore, màxim guardó del motonauta Scioli.

El 1986 va començar a competir en carreres de motonàutica. Va ser escalant categories fins a obtenir el subcampionat mundial de la classe 6 litres del offshore. En 1987, es va incorporar a l'equip italià de l'enginyer i constructor nàutic Fabio Buzzi. En 1989, mentre corria els 1000 km del delta en el Riu Paranàá, va sofrir un greu accident a l'altura de Ramallo que li va provocar la pèrdua total del seu braç dret. Rehabilitat gràcies a la col·locació d'una pròtesi. Va tornar a navegar el 1990, en la carrera Venècia-Montecarlo i va arribar a conquistar més campionats de motonàutica en diferents categories: classe II en Mar del Plata (1992), Superboat (1994), Production A i Superboat (1995), Sportman B i Superboat (1996).
En 1992, el duo Daniel Scioli-Lucca Nicolini obté el Offshore classe 2. Durant 1993 el Comitè Organitzador del Gran Premi d'Espanya d'Offshore One, va anunciar la presència de Scioli com a Comissari de Carrera de la competició celebrada en aigües de la badia de Marbella. L'any 1994, Scioli va guanyar la primera prova del campionat americà Superboat, correguda en aigües de la costa marplatense. Després va competir en altres quatre proves pel campionat americà: a Miami, Sarasota, Nova York i les Bahames; i entre el 3 i el 7 de novembre va defensar el títol mundial. Amb la seva llanxa La Gran Argentina, es va adjudicar el Campionat Mundial d'offshore de la Classe III-6 litres, en les aigües del Riu de la Plata, tancant així amb onze anys de carrera motonáutica. En 1997 Scioli es va retirar de la seva carrera motonàutica.

### Com a empresari
Paral·lelament a la seva carrera esportiva, Scioli es va dedicar a l'activitat empresarial: el 1989 va ser contractat per l'empresa sueca Electrolux que es va instal·lar a Argentina el 1994. Entre 1994 i 1997 va ser director d'Electrolux Argentina.
També ha estat integrant del directori de l'empresa familiar Casa Scioli, que va fer fallida.

### Família
Es va casar amb Karina Rabolini el 1991 per civil i a l'Església Sant Agustín, i de la qual es va divorciar l'any 1998. Des de 2003 han tornat a conviure i la seva esposa ha participat en nombrosos actes públics complint les funcions de l'esposa del vicepresident i posterior governador. Karina actualment presideix la Fundación Banco Província.
Scioli té a més una filla, Lorena Scioli —filla de Margarita Renteria i nascuda el 1978— que va créixer al costat de la seva mare a la ciutat de Rosario. Daniel Scioli la va reconèixer obligat pel resultat d'un judici de filiació. També té una neta, Camila, nascuda en 2013.

## Carrera política

### Diputat de la Nació
La carrera política de Daniel Scioli va començar el 1997, quan va ser elegit diputat nacional per Buenos Aires, després d'imposar-se en les eleccions internes del Partit Justicialista. Un cop diputat va ser elegit president de la Comissió d'Esports de la Cambra de diputats, des d'on va treballar per la seguretat en els espectacles esportius, el desenvolupament dels clubs de barri, l'estímul a l'esport amateur i la promoció de valors positius i hàbits de vida saludables. Durant la seva tasca legislativa va ser membre de les comissions de Petites i Mitges Empreses, de Discapacitat i de la Comissió Investigadora del Rentat de Diners. En 2001 va ser reelegit Diputat Nacional. Va demanar llicència al desembre de 2001, per integrar el gabinet del president Adolfo Rodríguez Saá. Va renunciar al setembre de 2002, i va ser reemplaçat per Inés Pérez Suárez.

### Secretari de Turisme i Esport de la Nació
El fugaç president Adolfo Rodríguez Saá ho va nomenar Secretari de Turisme i Esport de la Nació al desembre de 2001, per ser confirmat en aquell càrrec pel president provisional Eduardo Duhalde el gener de 2002.

### Vicepresident de la Nació

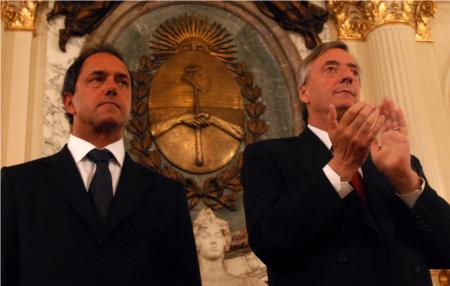
El president Kirchner i el vicepresident Scioli.

En les eleccions presidencials de 2003, Néstor Kirchner li va oferir participar en la fórmula presidencial. Scioli va accedir a la vicepresidència de la Nació i al càrrec de president del Senat, on va desenvolupar diversos projectes.
Com a Vicepresident de la Nació i President del Senat, Scioli participa en la promoció de l'Argentina en l'exterior i encapçala missions comercials a diferents destinacions. En el Senat de la Nació Argentina, va impulsar lleis relacionades amb el desenvolupament d'una nova matriu productiva en l'Argentina, en àrees com el programari, la biotecnologia, els biocombustibles, les indústries culturals, els microcrèdits, el treball i el capital humà.

### Governador de la província de Buenos Aires
El 28 d'octubre de 2007, en les eleccions a governador i sotsgovernador de la província de Buenos Aires, la llista del Front per a la Victòria, encapçalada per la fórmula Daniel Scioli-Alberto Balestrini, es va imposar amb el suport del 48,24% dels votants. Daniel Scioli va assumir el càrrec de governador de la província de Buenos Aires el 10 de desembre de 2007 a la ciutat de la Plata. Aquest mateix dia, va manifestar la seva intenció d'acompanyar el projecte liderat per la presidenta Cristina Fernández de Kirchner. El 23 d'octubre de 2011 Scioli va ser reelegit com a governador de la província de Buenos Aires per altres 4 anys amb el 55,07% dels vots, una diferència de més de 3 milions de sufragis sobre la segona força i imposant-se en 128 municipis.

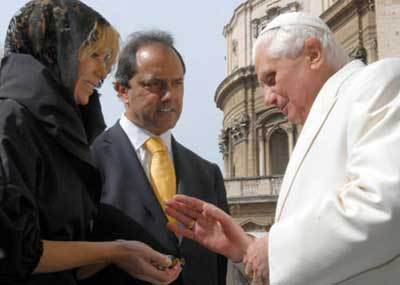
Scioli i Karina amb el Papa Benet XVI.

Durant la seva gestió, es va promulgar la Llei de Fertilització Assistida gratuïta, posant a l'avantguarda a la Província de Buenos Aires; aquest dret va aconseguir a tots els argentins l'any 2013, en què es va sancionar la Llei a nivell nacional. Des de la sanció de la llei ja van néixer 96 bebès amb tractament gratuït i actualment hi ha més de 215 tractaments en curs. Aquest mateix any a nivell provincial es va sancionar la nova Llei d'Adopció. A través del decret 1062/13, va reglamentar la llei que estableix el dret a l'habitatge i a un hàbitat digne per a tots els ciutadans i especialment per a aquells en situació de pobresa. La norma que exigeix als grans desenvolupaments immobiliaris cedir el 10 per cent del valor total del terreny per a la realització de plans d'habitatge social. Al costat d'aquesta llei es va atorgar l'excepció d'impostos a jubilats i pensionats propietaris d'un immoble que la seva valuación fiscal no superi els $200 mil i que posseeixin ingressos inferiors o equivalents a dos havers mínims, eximint d'impostos a 300 mil jubilats a instàncies d'un projecte enviat per Daniel Scioli.
Entre 2010 i 2013 es van crear set Unitats de Ràpida Atenció (UPA 24HS) —en Llomes de Zamora, Avellaneda, Lanús, La Matança, Almirall Brown, Els Forns i Lezama— que funcionen com una guàrdia hospitalària d'alta complexitat situada més prop de la gent. També pel que fa a infraestructura sanitària es va construir i va inaugurar l'Hospital Matern-Infantil “Dr. Alberto Balestrini” de Ciutat Evita, partit de la Matança. També van començar les obres d'ampliació del Port de la Plata.
Les reformes en infraestructura es complementen amb la repavimentació i eixample de la Ruta 6 que unirà el port de Zárate amb el de la Plata, i que conformarà el quart anell de circumval·lació, millorant la circulació de la producció a la província de Buenos Aires. En 2013 es va inaugurar el Museu MAR d'Art Contemporani a la ciutat de Mar del Plata.
Scioli va encarar reformes estructurals en matèria de Seguretat Ciutadana entre les quals es destaca l'obertura d'11 Escoles de Policia Descentralitzades. Aquest mateix any va impulsar reformes al Codi Processal Penal.
A l'abril de 2014 Scioli va decretar emergència en matèria de Seguretat Pública per 12 mesos i va llançar un pla contra la inseguretat.que va incloure l'obertura d'11 Escoles de Policia Descentralitzades per potenciar el sistema de prevenció i augmentar el nombre d'efectius, juntament amb les reformes al Codi Processal Penal: La Llei 13.943 va limitar alternatives a delinqüents perillosos. La 14.128 va limitar l'excarceració per a reincidents i adults que utilitzen menors per cometre delictes i la 14.517 que va limitar l'excarceració a tots aquells que porten armes. i un projecte de llei imposant penes no excarcerables i de compliment efectiu per tinença d'armes de foc sense autorització, equiparant calibres d'armes civils amb armes de guerra, entre d'altres mesures

#### Gabinet del governador Scioli
| Organisme                                       | Titular                    |
| Ministeri de Prefectura de Gabinet              | Alberto Pérez              |
| Ministeri de Govern                             | Cristina Álvarez Rodríguez |
| Secretaria General de la Governació             | Martín Ferré               |
| Ministeri d'Economia                            | Silvina Batakis            |
| Ministeri de Desenvolupament Social             | Eduardo Aparicio           |
| Ministeri de Treball                            | Oscar Cuartango            |
| Ministeri d'Infraestructura                     | Alejandro Arlía            |
| Ministeri de Salut                              | Alejandro Collia           |
| Ministeri de la Producció, Ciència i Tecnologia | Cristian Breitenstein      |
| Ministeri d'Assumptes Agraris                   | Alejandro Rodríguez        |
| Ministeri de Justícia                           | Ricardo Casal              |
| Ministeri de Seguretat                          | Alejandro Granados         |
| Direcció general de Cultura i Educació          | Nora de Lucía              |
| Secretaria de Comunicació Pública               | Juan Courel                |
| Secretaria Legal i Tècnica                      | Mariano Cervellini         |
| Secretaria d'Esports                            | Alejandro Rodríguez        |
| Secretaria de Turisme                           | Ignacio Crotto             |
| Secretaria de Drets Humans                      | Guido Carlotto             |
| Institut Cultural                               | Jorge Telerman             |
| Secretaria d'Infantesa i Adolescència           | Pablo Navarro              |
| Secretaria de Participació Ciutadana            | Luciano Javier Ruiz        |
| Secretaria de Coordinació Institucional         | Luciano di Gresia          |
| Secretaria de Desenvolupament Estratègic        | Omar Szulak                |
| Secretaria de Serveis Públics                   | Francisco Antonio La Porta |

### President del Partit Justicialista
Scioli ha estat en dos ocasionis president del Partit Justicialista: durant uns mesos en 2009 i després entre 2010 i 2014.

### Candidat a president de l'Argentina
Per a les eleccions presidencials de l'Argentina de 2015 el governador Scioli s'ha proposat com precandidat a la presidència de la Nació. El seu candidat a vicepresident és Carlos Zannini, actual Secretari Legal i Tècnic de la Nació.
Com precandidat a la presidència després de les eleccions primàries on en representació del Front per a la Victòria va obtenir 8.720.573 de vots, totalitzant el 38,67% del padró electoral, triomfant en 20 de les 23 províncies argentines.
Com a candidat oficial es va enfrontar en les eleccions presidencials de 2015 a l'octubre a cinc contrincants: Maurici Macri, Sergio Massa, Margarita Stolbizer, Nicolás de la Canella i Adolfo Rodríguez Saá.
El 25 d'octubre Scioli i Zannini obtenen el 37,08% dels sufragis, però van acabar perdent l'elecció en el balotaje del 22 de novembre davant Macri i Michetti, reconeixent la derrota aquesta mateixa nit.

## Crítiques
El 8 de gener de 2010 el govern de Scioli va vetar la llei que atorga el premi de jubilació per a docents i funcionaris retirats amb trenta anys de servei, i que s'hagin jubilat entre 2002 i 2005. Els sectors de l'oposició i gremials van generar dures crítiques al veto. Segons el governador, el veto és en marc d'una crisi econòmica, el premi es "va suspendre" per l'emergència econòmica de 2008.
El diari argentí Perfil i la revista Notícies van publicar el 23 de maig de 2008 una nota dient que Scioli deuria uns 11 000 pesos en concepte d'impostos
Durant les inundacions ocorregudes en plena campanya presidencial de 2015, s'han abocat diverses crítiques a l'acció del governador de la província de Buenos Aires, Daniel Scioli, pel presumpte retard en l'avanç de les obres de desguàs en diferents zones de la província. Especialment, per la interrupció del dragatge del riu Salat, que respon al projecte de "Pla Maestro del Riu Salat" elaborat durant la gestió del governador Antonio Cafiero (1987-1991).